# François Hertel
Pour les articles homonymes, voir Dubé.
François Hertel de son vrai nom Rodolphe Dubé, né le 31 mai 1905 à Rivière-Ouelle et mort le 4 octobre 1985 à Montréal, est un prêtre catholique, poète, philosophe, essayiste, professeur et mémorialiste québécois.

## Biographie
Hertel a d'abord étudié au Collège de Sainte-Anne-de-la-Pocatière puis au séminaire de Rimouski. Entré chez les jésuites, il est ordonné prêtre en 1938 et devient père Dubé. Après avoir enseigné dans plusieurs collèges du Québec, dont le collège Jean-de-Brébeuf et le collège André-Grasset, il séjourne longtemps en France, pendant près de quarante ans.
Selon le témoignage de François-Joseph Lessard, c'est à la recommandation d'Hertel qu'il aurait initié Pierre Trudeau à une société secrète indépendantiste appelée les Frères chasseurs qui serait la même que celle de l'époque des Patriotes. Par ses prises de position et ses publications, François Hertel était un anticonformiste. À l'époque de l'Index, il faisait lire des livres sous le manteau à certains de ses élèves (comme Maurice Séguin et Charles A. Lussier) en leur traçant un programme de lecture hors circuit. De même, il pouvait déclarer : « Je ne monterais pas sur l'échafaud pour aucune des thèses thomistes», alors que l'enseignement philosophique de l'époque se limitait pour l'essentiel aux écrits du « docteur angélique ». Il paya le prix de cet anticonformisme en se faisant expulser de la Compagnie de Jésus en 1947.
Il deviendra membre de l'Académie canadienne-française (aujourd'hui l'Académie des lettres du Québec).
Publicitaire et conférencier, il écrit des articles dans plusieurs journaux et revues, dont Le Nouvelliste, Le Soleil et L'Amérique française.
Comme plusieurs de ses contemporains, sa philosophie passe du thomisme au personnalisme, jusqu'à rejoindre finalement l'agnosticisme.
Le philosophe Laurent-Michel Vacher s'est inspiré de ses œuvres dans sa démarche pédagogique. Selon Louise Marcil-Lacoste, bien que diplômé en philosophie, François Hertel, à l'instar aujourd'hui d'André Moreau, se serait mépris « sur la nature de la philosophie ».
Le fonds d'archives de François Hertel est conservé au centre d'archives de Montréal de Bibliothèque et Archives nationales du Québec,.

## Publications
- 1934 - Les Voix de mon père
- 1936 - Leur inquiétude
- 1936 - Le Beau Risque
- 1940 - Mondes chimériques
- 1941 - Axes et paralaxes
- 1942 - Pour un ordre personnaliste
- 1943 - Strophes et catastrophes
- 1944 - Nous ferons l'avenir
- 1953 - Un Canadien errant : récits, mémoires imaginaires
- 1944 - Anatole Laplante, curieux homme
- 1949 - Six femmes, un homme
- 1959 - Jérémie et Barrabas
- 1959 - Ô Canada, mon pays, mes amours
- 1963 - Du séparatisme québécois, [Paris], Les éditions de la Diaspora française, 1963, 28 p. [Tiré à part de Rythmes et couleurs no 38 et 40.]
- 1964 - Schwarz-Abrys
- 1966 - Vers une sagesse
- 1967 - Poèmes d’hier et d’aujourd’hui - Prix Émile-Hinzelin de l’Académie française 1968
- 1967 - Cent ans d'injustice
- 1967 - Louis Préfontaine, apostat
- 1975 - Mystère cosmique et Condition humaine
- 1976 - Souvenirs et impressions du premier âge, du deuxième âge, du troisième âge: mémoires humoristiques et littéraires

### Publications sur François Hertel

#### Livres
FONTAINE-LASNIER, Dominic. Le legs d’un philosophe amateur, Essai sur François Hertel, Montréal, Nota Bene, 2024, 169 p.
TÉTREAU, Jean. Hertel, l'homme et l'oeuvre, Montréal, P. Tisseyre, 1986, 339 p.

#### Articles
- MARTIN-HUBBARD, Marie. « François Hertel, champion du nationalisme groulxien dans les années 1930 et 1940 ». Bulletin d'histoire politique, 16, 1 (automne 2007), p. 271–285.
- Critique: A. M., Un Canadien errant. Récits, Mémoires imaginaires: François Hertel de l'Académie canadienne-française. Éd. de l'Ermite, Paris. Dans: "Amérique française: Revue des livres." 1953 en ligne pp 74 – 75
- Élisabeth Nardout-Lafarge, « La mise en scène textuelle de la référence littéraire chez Hertel et Lemelin », Études françaises, vol. 29, no 1,‎ printemps 1993 (lire en ligne)

## Distinctions
- 1943 - Prix David
- 1944 - Membre fondateur de l'Académie canadienne-française.